# Tolbo
Tolbo (tiếng Mông Cổ: Толбо) là một sum của tỉnh Bayan-Ölgii tại miền tây Mông Cổ. Vào năm 2014, dân số của sum là 3.939 người. Dân cư chủ yếu là người Kazakh.

## Lịch sử
Vào năm 1921, trong cuộc Nội chiến Nga, quân Bạch vệ đã bị liên quân Bolshevik-Mông Cổ đánh bại tại hồ Tolbo.

## Địa lý
Sum có diện tích khoảng 2.974,69 km2. Hồ Tolbo, một hồ nước ngọt lớn, nằm ở phía bắc trung tâm sum. Trung tâm sum nằm cách tỉnh lị Ölgii 80 km và cách thủ đô Ulaanbaatar 1700 km.
Động vật có sói, cáo và thỏ rừng.
Có trữ lượng quặng sắt, cẩm thạch và biotit phong phú.

### Khí hậu
Khu vực có khí hậu sa mạc lạnh. Nhiệt độ trung bình hàng năm trong khu vực là 0 °C. Tháng ấm nhất là tháng 7, khi nhiệt độ trung bình là 18 °C và lạnh nhất là tháng 1, với -22 °C. Lượng mưa trung bình hàng năm là 196 mm. Tháng mưa nhiều nhất là tháng 7, với lượng mưa trung bình 42 mm và khô nhất là tháng 1, với lượng mưa 3 mm.

## Kinh tế
Sum có một trường học và bệnh viện. Ngành du lịch phát triển, có nhiều trại yurt nhỏ quanh hồ Tolbo.

## Tôn giáo
Tôn giáo chủ yếu tại đây là đạo Hồi, trong cộng đồng người Kazakh. Có một nhà thờ Hồi giáo nhỏ ở trung tâm sum.